# Precious Lord
Precious Lord è un album in studio del cantante statunitense Al Green, pubblicato nel 1982.

## Tracce
1. Precious Lord - 3:12
2. What a Friend We Have in Jesus - 4:15
3. The Old Rugged Cross - 3:27
4. Morningstar - 3:26
5. How Great Thou Art - 3:34
6. Glory to His Name - 2:57
7. Rock of Ages - 2:35
8. In the Garden - 3:59
9. Hallelujah (I Just Want to Praise the Lord) - 4:40